# Dappach (Fichtenberger Rot)
Der Dappach ist ein 21⁄2 km langer Bach im Gebiet der Gemeinde Fichtenberg im baden-württembergischen Landkreis Schwäbisch Hall. Nach nordöstlichem Lauf mündet er im Dorf Fichtenberg von rechts in die untere Fichtenberger Rot.

## Name
Der Bach hatte ursprünglich den Namen *Tanbach oder Tanpach, was zu Tappach/Dappach assimiliert wurde. Der Name setzt sich also aus dem Grundwort -bach und mhd. tan 'Tannenwald' zusammen.

## Geographie

### Verlauf
Die Quelle des Dappachs liegt auf etwa 463 m ü. NHN in einer Waldklinge weniger als 200 Meter südlich des Fichtenberger Wohnplatzes Wasserhäuser. Der Bach läuft im Nadelwald in kleinen Mäandern über seinem meist sandig-kiesigen Bett, auf dem vereinzelt auch größere Steinbrocken liegen, zwischen mal flachen und mal steilen Abschnitten am Ufer, von dem zuweilen auch Teile abbrechen. Stellenweise liegt sein Wasser träge, anderswo stürzt es über kleine Kaskaden. Er fließt anfangs ostwärts, wendet sich aber bald auf nordöstlichen Lauf. Nacheinander fließen ihm drei kleine Bäche aus ähnlich gearteten Seitenklingen zu. Gegen Ende seines Waldlaufs ist er bis über einen Meter tief, dort sind die Ufer zum Teil mit Holzpflöcken gesichert.
Der Mündung des zweiten linken der Zuflüsse gegenüber liegt der Weiler Dappach. Ab dort läuft er von einer erlendominierten Galerie begleitet durch eine Wiesenflur. Bald aber rückt der Hangwald rechtsseits wieder bis an die Uferbäume heran, während linksseits jenseits eines schmalen Grünlandstreifens ein Acker sich im nun flacheren Tal dem Bach entlangzieht.
Weniger als hundert Meter, nachdem der begleitende Wald ausgesetzt hat, unterquert er am Siedlungsrand die Dappachstraße und läuft dann zwar offen, aber unter anderem wegen Uferbefestigungen wenig naturnah einen Viertelkilometer lang durch ein neueres Siedlungsgebiet von Fichtenberg. Nach Unterqueren der Pahlstraße am unteren Siedlungsrand wendet er sich vor der Trasse der L 1066 ostwärts und zieht dann noch etwa hundert Meter in teils buschigem, teils feuchtem Grünland neben der Landesstraße einher.
Auf etwa 342 m ü. NHN fließt er kurz vor dem Rücklauf des Fichtenberger Mühlkanals von der anderen Seite und vor der bald folgenden Flussbrücke der Tälesstraße von rechts in die untere Fichtenberger Rot ein. Damit mündet er nach 2,5 km langem Lauf mit mittlerem Sohlgefälle von etwa 49 ‰ rund 121 Höhenmeter unterhalb seiner Quelle bei Wasserhäuser.
Die Unterlauftrasse ab der Pahlstraße stammt aus neuerer Zeit und wurde wohl zusammen mit der Neubaustrecke der L 1066 rechtsseits der Rot angelegt, die früher auf der anderen Talseite lief. Früher floss der Dappach von diesem heutigen Laufknick an in nordöstlicher Richtung geradewegs weiter bis zur Rot, die er damals deshalb etwa 200 Meter weiter flussaufwärts erreichte.

### Einzugsgebiet
Der Dappach hat ein 1,5 km² großes Einzugsgebiet, das in den Schwäbisch-Fränkischen Waldbergen liegt, überwiegend im Kirnberger Wald, einem Teil von deren Unterraum Waldgebiet am Mittleren Kocher, mit deutlich kleinerem Anteil im Unterraum Gaildorfer Becken. Am höchsten liegt es mit etwa 498 m ü. NHN am Westrand beim just außerhalb liegenden Weiler Hinterlangert von Fichtenberg.
Das Gebiet ist zu etwa zwei Dritteln bewaldet, in der offenen Flur liegen fast nur Weiden, Wiesen und Obstwiesen der ländlichen Ortsweichbilder. Die Besiedlung besteht aus dem Wohnplatz Wasserhäuser, dem südlichen Teil des Weilers Vorderlangert, alle auf dem linken Höhenrücken, sowie dem Weiler Dappach etwas rechtsseits des Mittellaufs im Tal und der erwähnten Fichtenberger Siedlung nahe der Mündung. Alle gehören, so wie das gesamte Einzugsgebiet, zur Gemeinde Fichtenberg.
Reihum grenzen die Einzugsgebiete der folgenden Nachbargewässer an:
- Jenseits der kurzen westlichen Wasserscheide liegt das Quellgebiet des Seebachs, der über den Fornsbach und die Murr zum Neckar entwässert;
- im Nordwesten nimmt der höhere Zufluss Mahdbach des Fornsbachs teils über kurze Zuflüsse den Abfluss zur anderen Seite auf;
- im Norden grenzt das Einzugsgebiet der aufwärtigen Fichtenberger Rot an, die dort teilweise über ihren Zufluss Wörbelbächle konkurriert und die über den Kocher ihr Wasser unterhalb der Murr dem Neckar zuführt;
- im Südosten und Süden entwässern drei von dessen linken Nebenbächen zum Glattenzainbach, der wenig abwärts des Dappachs in die Fichtenberger Rot mündet.

### Zuflüsse und Seen
Liste der Zuflüsse von der Quelle zur Mündung. Gewässerlänge, Einzugsgebiet und Höhe nach den entsprechenden Layern auf der Onlinekarte der LUBW. Andere Quellen für die Angaben sind vermerkt.
- (Zufluss aus der Langertsklinge), von links und Westen auf etwa 400 m ü. NHN, ca. 0,5 km und ca. 0,2 km². Entsteht auf etwa 455 m ü. NHN nahe dem Südrand von Fichtenberg-Vorderlangert.
- (Zufluss aus einer Waldseitenklinge), von rechts und Südsüdwesten auf etwa 495 m ü. NHN an der Wendekurve der Zufahrtstraße nach Fichtenberg-Dappach, ca. 0,4 km und über 0,1 km². Entsteht auf etwa 445 m ü. NHN zwischen den Waldgewannen Buchhardtsgehren und Schönhardt.
- (Zufluss aus einer Waldseitenklinge), von links und Westen auf etwa 380 m ü. NHN gegenüber dem Weiler Dappach, ca. 0,4 km und unter 0,2 km². Entsteht auf etwa 445 m ü. NHN östlich von Vorderlangert.

## Geologie
Im Einzugsgebiet des Dappach ist fast die gesamte Schichtenfolge des Mittelkeupers vertreten. Ganz im Südwesten liegt Stubensandstein (Löwenstein-Formation), dem Rottal zu folgen dann Obere Bunte Mergel (Mainhardt-Formation), Kieselsandstein (Hassberge-Formation), Untere Bunte Mergel (Steigerwald-Formation), ein schmaler Streifen von Schilfsandstein (Stuttgart-Formation) und zuletzt der Gipskeuper (Grabfeld-Formation), dieser auf dem Talgrund schon ab dem zweiten Klingenzufluss. Von Südwest nach Nordost streicht eine Störung meist am linken Hang mit talseitiger Hochscholle.
Ab dem Beginn der Absenkung der beiden begleitenden Hochflächen ins Rottal hinab liegt Hangschutt auf den noch steileren Partien. Im offenen Talbereich linksseits etwa ab dem begleitenden Acker und dann auf den beiden untersten Talspornen strecken sich den Gipskeuper überlagernde pleistozäne Terrassensedimente der Rot zu. Ab dem Übergangsbereich Schilfsandstein/Gipskeuper und bis zur Mündung läuft der Bach in einem holozänen Auenlehmband.

## Schutzgebiete
Der offene Talbereich bis zur Siedlungsgrenze von Fichtenberg liegt im Landschaftsschutzgebiet Rottal zwischen Fichtenberg und Gaildorf mit Seitentälern und angrenzenden Talhängen. Um die Bachquelle und im gesamten Einzugsgebiet oberhalb davon ist ein Wasserschutzgebiet eingerichtet. Das gesamte Einzugsgebiet ist Teil des Naturparks Schwäbisch-Fränkischer Wald.

### LUBW
Amtliche Online-Gewässerkarte mit passendem Ausschnitt und den hier benutzten Layern: Lauf und Einzugsgebiet des Dappachs

Allgemeiner Einstieg ohne Voreinstellungen und Layer: Daten- und Kartendienst der Landesanstalt für Umwelt Baden-Württemberg (LUBW) (Hinweise)
1. 1 2 3 4  Höhe nach dem Höhenlinienbild auf dem Hintergrundlayer Topographische Karte.
2. ↑  Länge nach dem Layer Gewässernetz (AWGN).
3. ↑  Einzugsgebiet nach dem Layer Basiseinzugsgebiet (AWGN).
4. ↑  Natur teilweise nach dem Layer Geschützte Biotope.
5. ↑  Länge abgemessen auf dem Hintergrundlayer Topographische Karte.
6. ↑  Einzugsgebiet abgemessen auf dem Hintergrundlayer Topographische Karte.
7. ↑  Schutzgebiete nach den einschlägigen Layern.

### Andere Belege
1. ↑  Albrecht Greule: Deutsches Gewässernamenbuch. Walter de Gruyter, Berlin / Boston 2014, ISBN 978-3-11-057891-1, S. 87, „Dappach“ (Auszug in der Google-Buchsuche).
2. ↑  Alter unterster Lauf nach:
  - Meßtischblatt 7024 Gschwend von 1904 in der Deutschen Fotothek
3. ↑  Hansjörg Dongus: Geographische Landesaufnahme: Die naturräumlichen Einheiten auf Blatt 171 Göppingen. Bundesanstalt für Landeskunde, Bad Godesberg 1961. → Online-Karte (PDF; 4,3 MB)
4. ↑  Geologie nach den Layern zu Geologische Karte 1:50.000 auf: Mapserver des Landesamtes für Geologie, Rohstoffe und Bergbau (LGRB) (Hinweise)